# Горбань Григорій Якович
Григорій Якович Горбань (1 квітня 1932, село Шаповалівка, Борзнянський район, Чернігівська область — 18 червня 2000, місто Маріуполь, Донецька область) — передовик і новатор виробництва в чорній металургії, сталевар «Азовсталі», двічі Герой Соціалістичної Праці (30.03.1971, 25.01.1978), лауреат Державної премії УРСР (1975). Член ЦК КПУ в 1966—1976 роках, член ЦК КПРС у 1971—1986 роках. Почесний громадянин Маріуполя.

## Біографія
Народився 1 квітня 1932 року в селі Шаповалівка Борзнянського району в родині пасічника. Після німецько-радянської війни родина переїхала на Донбас, в село Володарське. Закінчив Володарську неповну середню школу Сталінської області. У 1949 році закінчив ремісниче училище № 6 міста Жданова (Маріуполя).
З 1949 по 1952 рік — слюсар Ждановського заводу «Азовсталь» імені Серго Орджонікідзе. з 1952 по 1954 рік служив на Військово-морському флоті СРСР.
Після демобілізації у 1955 році повернувся на «Азовсталь», де був призначений третім підручним сталевара мартенівської печі № 4.
Член КПРС з 1959 року.
У 1960 році заочно закінчив Ждановський індустріальний (металургійний) технікум, працював першим підручним (помічником) сталевара мартенівської печі № 1. З 1962 року — сталевар мартенівської печі № 1 мартенівського цеху заводу «Азовсталь», потім був бригадиром мартенівського цеху.
У 1975 році закінчив заочно Вищу партійну школу при ЦК КПРС. Делегат XXIV і XXV з'їздів КПРС.
З 1992 року — на пенсії.
Помер 18 червня 2000 року. Похований на Старокримському цвинтарі. У парку «Веселка» в Лівобережному районі Маріуполя йому встановлено погруддя.

## Нагороди, звання
Двічі Герой Соціалістичної Праці (30.03.1971, 25.01.1978), лауреат Державної премії УРСР (1975). Нагороджений трьома орденами Леніна (30.03.1971, 25.01.1978), медалями. Почесний громадянин Маріуполя (21.10.1981).